# Samostan svetega Hieronima, Lizbona
Samostan svetega Hieronima (portugalsko Mosteiro dos Jerónimos, IPA: [muʃˈtɐjɾu ðu(ʒ) ʒɨˈɾɔnimuʃ]) je nekdanji samostan reda svetega Hieronima blizu reke Tajo v župniji Belém v občini Lizbona na Portugalskem. V 16. stoletju je postal nekropola portugalske kraljeve rodbine Avižanov, vendar je bil 28. decembra 1833 sekulariziran z državnim odlokom, njegovo lastništvo pa preneseno na dobrodelno ustanovo Real Casa Pia de Lisboa.
Samostan svetega Hieronima je eden najvidnejših primerov poznega portugalskega gotskega manuelinskega sloga arhitekture v Lizboni. Postavljen je bil v zgodnjem 16. stoletju blizu izhodišča prvega potovanja Vasca da Game, njegova gradnja pa je bila financirana z davkom na dobiček letnih portugalskih indijskih armad. Leta 1880 so bili da Gamovi ostanki in posmrtni ostanki pesnika Luísa de Camõesa (ki je slavil da Gamovo prvo potovanje v svoji epski pesnitvi Luzijada iz leta 1572) prestavljeni v nove izklesane grobnice v ladji samostanske cerkve, le nekaj metrov stran od grobnic kraljev Manuela I. in Ivana III., ki jima je služil da Gama. Leta 1983 je bil samostan svetega Hieronima skupaj z bližnjim stolpom Belém uvrščen na Unescov seznam svetovne dediščine.

## Zgodovina
Samostan svetega Hieronima je nadomestil prej obstoječo cerkev na istem mestu, ki je bila posvečena Santa Maria de Belém in kjer so menihi vojaško-verskega Kristusovega reda nudili pomoč pomorščakom v tranzitu. Pristanišče Praia do Restelo je bilo ugodno mesto za pomorščake z varnim sidriščem in zaščito pred vetrovi, ki so jih iskale ladje, ki so vplule v ustje reke Tajo. Obstoječa stavba je bila slovesno odprta na ukaz Manuela I. (1469–1521) na dvoru Montemor o Velho leta 1495 kot zadnje počivališče za člane rodbine Avižanov, v njegovem prepričanju, da bo vladalo ibersko dinastično kraljestvo po njegovi smrti. Leta 1496 je kralj Manuel zaprosil Sveti sedež za dovoljenje za gradnjo samostana na tem mestu. Puščavnica Restelo (Ermida do Restelo), kot je bila cerkev znana, je bila že v slabem stanju, ko so Vasco da Gama in njegovi možje tam preživeli noč v molitvi, preden so leta 1497 odšli na svojo ekspedicijo v Indijo.

### Renesansa
Gradnja samostana in cerkve se je začela 6. januarja 1501 in bila dokončana 100 let kasneje. Kralj Manuel je prvotno financiral projekt z denarjem, pridobljenim od Vintena da Pimenta, 5-odstotnega davka na trgovino iz Afrike in Orienta, kar ustreza 70 kilogramom zlata na leto, z izjemo tistih davkov, pobranih na uvoz popra, cimeta in nageljnovih žbic, ki so šle neposredno kroni. S pritokom takšnega bogastva arhitekti niso bili omejeni na načrte majhnega obsega, sredstva, ki so bila že predpisana za samostan Batalha, vključno s panteonom Avižanov, so bila preusmerjena na projekt v Belému.
Manuel I. je izbral verski red menihov Hieronimov, da zasedejo samostan, katerih vloga je bila molitev za kraljevo večno dušo in zagotavljanje duhovne pomoči navigatorjem in mornarjem, ki so odpluli iz pristanišča Restelo, da bi odkrili dežele po vsem svetu. To so menihi počeli več kot štiri stoletja do leta 1833, ko so bili verski redovi razpuščeni in je bil samostan opuščen.
Samostan je bil zasnovan na način, ki je kasneje postal znan kot manuelinski: bogato okrašen arhitekturni slog s kompleksnimi kiparskimi temami, ki vključujejo pomorske elemente in predmete, odkrite med pomorskimi ekspedicijami, vklesane v apnenec. Diogo de Boitaca, arhitekt, je bil začetnik tega sloga v samostanu Jezusa v Setúbalu. Boitaca je bil odgovoren za risanje načrtov in sklepanje del na samostanu, zakristiji in refektoriju. Za njegovo gradnjo je uporabil calcário de lioz, zlato obarvan apnenec, pridobljen iz Ajude, doline Alcántara, Laveiras, Rio Seco in Tercena. Boitaca je nasledil Španec Juan de Castillo, ki je prevzel gradnjo okoli leta 1517. Castilho je postopoma prešel iz manuelinskega sloga v španski plateresco slog, ornamentiko, ki je vključevala razkošne okraske, ki kažejo na dekorativne značilnosti srebrnine (plata). Gradnja se je ustavila, ko je leta 1521 umrl kralj Manuel I.
Več kiparjev je pustilo pečat na tej stavbi: Nicolau Chanterene je dodal globino s svojimi renesančnimi temami, medtem ko je arhitekt Diogo de Torralva leta 1550 nadaljeval z gradnjo samostana, dodal glavno kapelo, kor in dokončal dve nadstropji samostana z uporabo samo renesančnih motivov. Delo Dioga de Torralve je leta 1571 nadaljeval Jérôme de Rouen (imenovan tudi Jerónimo de Ruão), ki je dodal nekaj klasičnih elementov. Gradnja se je ustavila leta 1580 z združitvijo Španije in Portugalske, saj je gradnja El Escoriala v Španiji porabila vsa dodeljena sredstva.

### Kraljestvo
16. julija 1604 je Filip II. Španski (ki je vladal po Iberski uniji) naredil samostan za kraljevi nagrobni spomenik in prepovedal vstop v stavbo vsem razen kraljevi družini in hieronimskim menihom. Nov portal je bil zgrajen leta 1625, kot tudi vrata samostana, hiša vratarjev, stopnišče in dvorana, ki je bila vhod v zgornji kor, ki ga je zasnoval kraljevi arhitekt Teodósio Frias in izvedel zidar Diogo Vaz. Leta 1640 je prior Bento de Siqueira ukazal zgraditi samostansko knjižnico, kjer so bile shranjene knjige v lasti infanta Luísa (sina kralja Manuela I.) in drugih, povezanih z verskim redom.
Z obnovitvijo portugalske neodvisnosti leta 1640 je samostan ponovno pridobil velik del svojega prejšnjega pomena in postal grobišče za kraljevi panteon; v njegovem obzidju so bili pokopani štirje od osmih otrok Ivana IV. Portugalskega: infant Teodósio (1634–1653), infanta Joana (1636–1653), kralj Afonz VI. Portugalski). Leta 1682 so truplo kardinala Henrika pokopali v kapelah transepta. 29. septembra 1855 so truplo kralja Afonza VI. skupaj z njegovimi tremi brati in sestro prepeljali v kraljevi panteon rodbine Bragança v samostanu São Vicente de Fora.
Leta 1663 je bratovščina Senhor dos Passos zasedla staro kapelo Santo António, ki je bila leta 1669 na novo okrašena z zlatim stropom, medtem ko so bile freske na stopnišču z heraldiko svetega Hieronima dokončane leta 1770. Retabli so bili dokončani v letih 1709 in 1711, dragocene alfeje so bile predstavljene verskemu redu, zakristija pa je bila na novo okrašena leta 1713. Slikar Henrique Ferreira je leta 1720 dobil naročilo za slikanje portugalskih kraljev: kraljevsko serijo so postavili v Sala dos Reis (Kraljeva dvorana). Henrique Ferreira je prav tako dobil naročilo za dokončanje serije jasličnih slik.
Samostan je brez večje škode prestal lizbonski potres leta 1755: uničena sta bila le balustrada in del visokega kora, ki pa so ju hitro popravili. 28. decembra 1833 je bil samostan sekulariziran z državnim odlokom, njegov naslov pa prenesen na Real Casa Pia de Lisboa (Pobožna kraljeva hiša v Lizboni), da bi služil kot župnijska cerkev za novo civilno župnijo Santa Maria de Belém. Številne umetnine in zakladi so bili v tem obdobju preneseni na krono ali izgubljeni. Večino časa je bil prazen in njegovo stanje se je začelo slabšati.
Obnovitvena dela na samostanu so se začela po letu 1860, začenši z južno fasado pod nadzorom arhitekta Rafaela Silva e Castra in leta 1898 pod vodstvom Domingosa Parente da Silva. Čeprav so bili cisterna križnega hodnika, notranje duhovniške celice in kuhinja takrat porušeni, trije projekti rekonstrukcije, ki jih je predlagal arhitekt J. Colson, vključno z uvedbo revivalističnih neomanuelinističnih elementov, niso dobili potrebne odobritve. Leta 1863 je varuh človekovih pravic Casa Pia, Eugénio de Almeida, najel arhitekta Valentima Joséja Correio, da je preuredil drugo nadstropje starega študentskega doma in oblikoval okna (1863–1865). Kasneje ga je zamenjal Samuel Barret, ki je zgradil stolpe na skrajnem zahodnem delu spalnic. Podobno in nerazložljivo sta Barreta zamenjala italijanska oblikovalca scenografije Rambois in Cinatti, ki sta delala na zasnovi gledališča São Carlos, da bi leta 1867 nadaljevala s prenovo v samostanu. Med letoma 1867 in 1868 so temeljito spremenili prizidek in pročelje cerkve, ki je takrat izgledala kot danes. Porušili so galerijo in Kraljevo dvorano, zgradili stolpe vzhodnega dormitorija, rozeti zgornjega kora in zamenjali piramidasto streho zvonika s zasnovo mitre. Preureditev je bila odložena zaradi propada osrednjega študentskega doma leta 1878. Po letu 1884 je začel prispevati Raymundo Valladas, ki je leta 1886 sprožil obnovo samostana in Sala do Capítulo, vključno z gradnjo obokanega stropa. Grobnica Alexandra Herculana, ki jo je zasnoval Eduardo Augusto da Silva, je bila postavljena v Sala do Capítulo leta 1888.
Za praznovanje četrte stoletnice prihoda Vasca da Game v Indijo leta 1898 je bilo odločeno, da se leta 1894 obnovi grob raziskovalca. Grobnici Vasca da Game in Luísa de Camõesa, ki ju je izklesal kipar Costa Mota, sta bili postavljeni v južni stranski kapeli. Leto kasneje je samostan prejel posmrtne ostanke pesnika Joãoa de Deusa, kasneje pa so se pridružile grobnice Almeide Garreta (1902), Sidónia Paisa (1918), Guerra Junqueira (1923) in Teófila Brage (1924).

### Republika
Minister za javna dela (Ministério das Obras Públicas) je odprl natečaj za dokončanje prizidka, ki bi služil kot Narodni muzej industrije in trgovine (Museu Nacional da Indústria e Comércio), vendar je bil projekt leta 1899 preklican, Postavljen je bil portugalski Etnološka muzej (Museu Etnológico Português).
Nadaljnja prenova samostana se je začela leta 1898 po delih, ki jih je leta 1895 opravil Parente da Silva na osrednjem prizidku, ki je zdaj poenostavljen, ter po obnovi cadeirals (stoli, ki jih duhovščina uporablja pri verskih obredih), ki so bili dokončani leta 1924 kipar Costa Mota. Leta 1938 so bile orgle na visokem koru razstavljene istočasno, ko je bila na južni fasadi zamenjana vrsta vitražev, ki jih je zasnoval Abel Manta in izdelal Ricardo Leone.
V okviru praznovanj ob stoletnici moderne Portugalske leta 1939 so v samostanu in stolpu dokončali še več preoblikovanj. Med temi projekti sta bila razstavljena baldahin in grobnica Alexandra Herculana ter tlakovana terasa samostana. Leta 1940 so prostor pred samostanom preuredili za portugalsko razstavo. Casa Pia je izpraznila notranje prostore križnega hodnika, grobnice Camõesa in Vasca da Game pa so bile prenesene v spodnji kor. Serija oken, ki jih je zasnoval Rebocho in izdelal Alves Mendes, je bila dokončana leta 1950.
Leta 1951 so posmrtne ostanke predsednika Óscarja Carmone pokopali v Sala do Capítulo. Kasneje so jih leta 1966 prepeljali v nacionalni panteon, da bi se pridružili telesom drugih nekdanjih predsednikov in literarnih junakov države.
Pomorski muzej (Museu da Marinha) je bil slovesno odprt v zahodnem traktu samostana leta 1963.

## Dogodki
Cerkev in samostan, tako kot bližnji Torre de Belém in Padrão dos Descobrimentos, simbolizirata portugalsko dobo odkritij in sta med glavnimi turističnimi znamenitostmi Lizbone. Leta 1983 je UNESCO uradno razglasil samostan sv. Hieronima in stolp Belém za svetovno dediščino.
Ko se je Portugalska pridružila Evropski gospodarski skupnosti, so formalne slovesnosti potekale v križnem hodniku spomenika (1985).
V 1990-ih sta v samostanu potekali dve veliki razstavi: 4 séculos de pintura (Štiri stoletja slik), leta 1992; in razstava Leonardo da Vinci – um homem à escala do mundo, um Mundo à escala do homem (Leonardo da Vinci: Človek v svetovnem merilu, Svet v merilu človeka), leta 1998 (ki je vključevala Leicester Codex, ki ga je začasno posodil Bill Gates).
Ob koncu 20. stoletja so se nadaljevale prezidave s konserviranjem, čiščenjem in restavriranjem, vključno z glavno kapelo leta 1999 in križnim hodnikom v letih 1998–2002.
13. decembra 2007 je bila v samostanu podpisana Lizbonska pogodba, ki je postavila temelje za reformo Evropske unije.

## Cerkev Santa Maria

### Zunanjost južnega portala
Okrašeni stranski vhod v samostan je zasnoval Juan de Castillo in velja za enega najpomembnejših svojega časa, vendar v resnici ni glavni vhod v stavbo. Ta svetišču podoben portal je velik, 32 metrov visok in 12 metrov širok ter se razteza v dve nadstropji. Njegove okrašene značilnosti vključujejo obilico zatrepov in fial, s številnimi izrezljanimi figurami, ki stojijo pod baldahinom v izrezljanih nišah, okoli kipa Henrika Pomorščaka, ki stoji na podstavku med vrati.
Timpanon nad dvokrilnimi vrati prikazuje v polreliefu dva prizora iz življenja svetega Hieronima: na levi odstranitev trna iz levje šape in na desni svetnikovo izkušnjo v puščavi. V razponu med temi prizori je grb kralja Manuela I., medtem ko sta arhivolta in timpanon prekrita z manuelinskimi simboli in elementi. Marija (Santa Maria de Belém) je na podstavku na vrhu arhivolta, na vrhu pa je nadangel Mihael, nad portalom pa je križ Kristusovega reda. Portal na vsaki strani skladno obdaja veliko okno z bogato okrašenimi profilacijami.

### Zunanjost aksialnega portala
Čeprav manjših dimenzij od južnih vrat, so to zaradi okrasja in položaja pred glavnim oltarjem najpomembnejša Hieronimova vrata. Ta zahodni portal je lep primer prehoda iz gotskega sloga v renesanso. Zgradil ga je Nicolau Chanterene leta 1517. To je bilo verjetno njegovo prvo naročilo na Portugalskem. Zdaj ga prekriva veža, dodana v 19. stoletju, ki tvori prehod med cerkvijo in ambulatorijem.
V timpanonu so prizori Kristusovega rojstva: od leve proti desni: Oznanjenje (angel nakazuje Mariji, da bo rodila); Rojstvo (rojstvo otroka Kristusa); in Čaščenje magov. Dva angela držita grb Portugalske blizu arhivolta. Na vsaki strani portala je polno kipov, med njimi sta kipa kralja Manuela I. in kraljice Marije Aragonske, ki klečita v niši pod razkošno okrašenim baldahinom, ob strani pa sta njuna zavetnika: sveti Hieronim in sveti Janez Krstnik. Nosilne zanke krasijo angelčki, ki držijo grb, ob kralju armilarna sfera in ob kraljici tri cvetoče vejice. Renesančni elementi vključujejo angele v rimskih oblačilih, kerube, podrobnosti in realističnost kraljev ter akt svetega Hieronima.
Po vsem samostanu so prikazi svetega Hieronima na slikah, kipih in vitražih. Obstajajo trije pomembni primeri:
- O Penitente no deserto (Pokornik v puščavi), ki je v podzboru, blizu grobnice Vasca da Game, prikazuje shujšanega svetnika v puščavi s skalo v roki, medtem ko meditira pred razpelom;
- O Estudioso na sua cela (Študira v svoji celici), ki prikazuje svetnika, ki sedi na svojem delovnem mestu, obkrožen z odprtimi knjigami;
- O Doutor da Igreja (Doktor v cerkvi), ki je v visokem koru in prikazuje slovesnega svetega Hieronima, ki stoji v rdečih oblačilih in klobuku kardinala.

Svetnika vedno spremljata lev in biblija.

### Notranjost
Diogo Boitac je postavil temelje tej triladijski cerkvi s petimi polami pod enim obokom, jasno označenim, a le rahlo štrlečim transeptom in dvignjenim korom. Dvoranska cerkev je sestavljena iz enako visokih glavne in stranskih ladij. Boitac je zidal cerkvene zidove do vencev in nato začel z gradnjo sosednjega samostana.
Juan de Castillo, španski arhitekt in kipar, je gradnjo nadaljeval leta 1517. Dokončal je podporne stene in edinstven rebrasti obok z enim razponom, kombinacijo zvezdastih obokov in trakastih obokov, ki se raztezajo čez 19 metrov široko cerkev. Vsak sklop reber v oboku je zavarovan s sklepnikom. Drzna zasnova (1522) prečnega oboka transepta nima nobenih stebrov ali podpor, medtem ko je Boitac prvotno načrtoval tri pole v transeptu. Nepodprti obok transepta daje obiskovalcu vtis, kot da lebdi v zraku.
Castilho je okrasil tudi šest 25 metrov visokih, vitkih, členjenih, osmerokotnih stebrov s prefinjenimi grotesknimi ali cvetličnimi elementi, značilnimi za renesančni slog. Konstrukcija te poznogotske dvorane je estetsko in arhitekturno mojstrovina: povečuje prostorski učinek te ogromne stavbe. Severni steber, ki je najbližje transeptu, ima medaljon, ki je bil morda namerno vključen kot portret Boitaca ali Juana de Castilha.
Na koncu stranskih ladij in na obeh straneh kora sta oltarja (tudi v manuelinskem slogu) iz 16. in 17. stoletja. Okrašena sta z izrezljanim lesom prevlečenim z zlatim in zelenim pigmentom, eden od njih pa podpira podobo svetega Hieronima v večbarvno emajlirani terakoti.
Ta kor je odredila avstrijska kraljica Katarina kot zadnje počivališče kraljeve družine. Je delo Jerónima de Ruão (Jean de Rouen) v klasičnem slogu. Kraljeve grobnice počivajo na marmornih slonih in so postavljene med jonske stebre, na vrhu pa so korintski stebri. Grobnice na levi strani kora pripadajo kralju Manuelu I. in njegovi ženi Mariji Aragonski, medtem ko grobnice na desni strani pripadajo kralju Ivanu III. in njegovi ženi Katarini Avstrijski.

### Grobnice
Znotraj cerkve, v spodnjem koru, sta kamniti grobnici Vasca da Game (1468–1523) in velikega pesnika in kronista dobe odkritij Luísa de Camõesa (1527–1580). Obe grobnici je v harmoničnem neomanuelinskem slogu izklesal kipar Costa Mota iz 19. stoletja. V te grobnice so leta 1880 prenesli posmrtne ostanke obeh.

## Samostanska arhitektura
Delo na obsežnem kvadratnem križnem hodniku (55 × 55 m) samostana je začel Boitac. Zgradil je križne oboke s širokimi loki in okni s paličevjem, ki so počivali na občutljivih stebrih. Juan de Castilho je dokončal gradnjo tako, da je spodnji etaži dal klasično prekrivno plast in zgradil bolj poglobljeno zgornjo etažo. Gradnja takega križnega hodnika je bila takrat novost. Castilho je prvotne okrogle stebre Boitaca spremenil v pravokotne in jih okrasil z ornamentiko v slogu plateresco. Vsako krilo je sestavljeno iz šestih obočnih pol z oboki s kroigovičjem. Štiri notranje pole počivajo na masivnih opornikih, ki tvorijo široke arkade. Vogalni trakovi so povezani z diagonalno ločno konstrukcijo in prikazujejo bogato okrašene vogalne stebre. Samostan je imel tako religiozno kot tudi reprezentativno funkcijo s svojim dekorativnim okrasjem in dinastičnimi simbolnimi motivi, kot so armilarna sfera, grb in križ Kristusovega reda, kar kaže na rastočo svetovno moč Portugalske.
Notranje stene križnega hodnika so poleg evropskih, mavrskih in vzhodnih motivov bogate z manuelinskimi motivi z navtičnimi elementi. Krožni loki in vodoravna struktura so jasno v skladu z renesančnim arhitekturnim slogom, hkrati pa obstaja tudi razmerje s špansko arhitekturo. Okraske na zunanjih stenah notranjega dvorišča je v slogu plateresco izdelal Castilho: arkade vključujejo loke s krogovičjem, ki dajejo konstrukciji filigranski vidik.
V eni od teh arkad je trezna grobnica pesnika Fernanda Pessoe, medtem ko več drugih grobnic v kapitlju vsebuje posmrtne ostanke pesnika in dramatika Almeide Garretta (1799–1854), pisatelja in zgodovinarja Alexandra Herculana (1810–1877), nekdanja predsednika Teófilo Braga (1843–1924) in Óscar Carmona (1869–1951).
Refektorij nasproti kapitlja ima več ploščic azulejo iz 18. stoletja.
V prizidku, ki so ga samostanu dodali po obnovi leta 1850, sta bila ustanovljena Museu Nacional de Arqueologia (Narodni arheološki muzej) in Museu da Marinha (Pomorski muzej) (v zahodnem krilu).